# Dichochroma
Dichochroma és un gènere monotípic d'arnes de la família Crambidae descrit per William Trowbridge Merrifield Forbes el 1944. Conté només una espècie, Dichochroma muralis, descrita pel mateix autor el mateix any, que es troba al Perú.